# Щетинин, Афанасий Алексеевич
Афанасий Алексеевич Щетинин — советский хозяйственный, государственный и политический деятель, Герой Социалистического Труда.

## Биография
Родился в 1916 году в улусе Арыштаев. Член КПСС.
С 1934 года — на хозяйственной, общественной и политической работе. В 1934—1976 гг. — чабан на маточной отаре в местном животноводческом совхозе «Овцевод», участник Великой Отечественной войны, шофёр по доставке горюче-смазочных материалов в составе 4-го автомобильного батальона 14-го автополка, старший чабан Московского племзавода имени 50-летия СССР Усть-Абаканского района Хакасской автономной области Красноярского края.
Указом Президиума Верховного Совета СССР от 6 сентября 1973 года присвоено звание Героя Социалистического Труда с вручением ордена Ленина и золотой медали «Серп и Молот».
Избирался депутатом Верховного Совета СССР 7-го созыва.
Умер в селе Московское в 1987 году.